# Камбијан Парк (Калифорнија)
Камбијан Парк (енгл. Cambrian Park) насељено је место без административног статуса у америчкој савезној држави Калифорнија.

## Демографија
По попису из 2010. године број становника је 3.282, што је 24 (0,7%) становника више него 2000. године.
| Група             | 2000.         | 2010.         |
| Белци             | 2.599 (79,8%) | 2.287 (69,7%) |
| Афроамериканци    | 13 (0,4%)     | 26 (0,8%)     |
| Азијати           | 134 (4,1%)    | 221 (6,7%)    |
| Хиспаноамериканци | 379 (11,6%)   | 591 (18,0%)   |
| Укупно            | 3.258         | 3.282         |